# Miša Vacić
Miša Vacić (en alfabet ciríl·lic serbi: Миша Вацић; nascut el 5 de juny de 1985) és un polític serbi que actualment exerceix com a president del partit Dreta Sèrbia, un partit polític nacionalista serbi d'extrema dreta.

## Vida primerenca
Va néixer l'any 1985 a Belgrad. Quan tenia 16 anys, es va traslladar amb els seus pares a Alemanya. Va estudiar a la Facultat de Dret de la Universitat de Belgrad, però mai es va graduar.
Va tornar a Sèrbia l'any 2004 perquè segons ell estima el seu país i que cada injustícia que es fa als serbis el fa molt mal.

## Carrera política
Al seu retorn a Sèrbia, Vacić es va integrar en el Moviment ultranacionalista 1389, on va treballar primer com a portaveu, i després el 2008 va ser expulsat del moviment quan va formar un nou moviment SNP 1389.
Com a part del moviment SNP 1389, va ser detingut el setembre de 2008, quan, malgrat la prohibició de les concentracions a causa de la prohibició de la Pride Parade, va ser un dels membres del moviment que es van reunir a la Facultat de Filosofia de Belgrad. Els mitjans de comunicació van informar que al seu apartament es van trobar en aquell moment una pistola, municions, un blindatge corporal i mascaretes d'esquí.
L'SNP 1389 es va fer partícip de la lluita política i va intentar arribar a les institucions anant a votar. Després de mals resultats a les eleccions de Belgrad el 2014, va dimitir com a cap del moviment.
Després d'una pausa de 3 anys, va tornar a la política l'any 2017, com a passatger d'un tren pintat al fresc que va sortir de Belgrad cap a Kosovska Mitrovica, però mai va arribar-hi, ja que al tren no se li va permetre l'entrada a Kosovo. Vacić estava repartint targetes que deien que estava contractat per l'Oficina de Kosovo i Metohija com a assessor del director, Marko Đurić. Això ha provocat una indignació entre el públic serbi. Parlant per N1, va dir que hi havia molts rumors sobre la seva feina, però que no veia què era discutible, tenint en compte que el dret humà bàsic és el dret al treball. Aquesta entrevista li va guanyar fama per errors lèxics i confusió inusual, així com per la resposta negativa de l'amfitrió a la petició de Vacić d'aconseguir un got d'aigua mentre duri l'entrevista. Poc després d'aquesta entrevista, Vacić va ser acomiadat de l'Oficina de Kosovo i Metohija.
Tot i que es va oposar fermament a la política de l'expresident serbi Boris Tadić cap a Kosovo, des que els progressistes van arribar al poder el 2012, les crítiques de Miša Vacić han estat incomparablement més tranquil·les a les negociacions del president Aleksandar Vučić i del president kosovar Hashim Thaci, la signatura de l'Acord de Brussel·les, i la proposta de Vučić per a la partició de Kosovo.
El gener de 2018, Vacić va fundar l'organització Dreta Sèrbia i es va convertir en el seu líder. Vacić va afirmar que el partit es va fundar per ajudar Sèrbia i les seves institucions tant en la resolució del problema de Kosovo i Metohija (Kosovo), com en tot allò que és important per a la supervivència dels serbis i que la dreta sèrbia donarà suport a la iniciativa del president. Aleksandar Vučić per obrir un diàleg sobre l'estat de Kosovo i Metohija i que esperen una invitació a la participació activa en el diàleg.
A les eleccions locals de Medveđa del setembre de 2019, Dreta Sèrbia va obtenir el 6,5% dels vots i, per tant, va aconseguir un escó de diputat per primera vegada en un dels municipis de Sèrbia.
L'any 2022 va ser candidat a la presidència de Sèrbia a les eleccions presidencials, però no obtingué representació.

### Sancions
El 16 de novembre de 2023, el Departament d'Estat dels Estats Units va sancionar Miša Vacić d'acord amb l'OE 14024 per ser responsable de treballar amb el Govern de la Federació Russa en actuar com a observador en els referèndums simulats de Rússia per a la suposada annexió de les regions d'Ucraïna ocupades per Rússia el setembre del 2022.